# BITTER AND SWEET (中森明菜のアルバム)
『BITTER AND SWEET』（ビター・アンド・スウィート）は、日本の歌手中森明菜の7枚目のスタジオ・アルバム。このアルバムは1985年4月3日にワーナー・パイオニアよりリリースされた (LP: L-12593, CT: LKF-8093)。レコード初リリース時の価格2,800円。

## 背景
『BITTER AND SWEET』は、中森にとって8枚目のアルバムで、このアルバムの帯及びディスクジャケットにも"8TH ALBUM"と表記されている。スタジオ・アルバムとしては通算7枚目にあたる。このアルバムは、1985年4月3日にLP (L-12593)とコンパクトカセット (LKF-8093)の2形態で同時発売後、同年4月25日にはCD (32XL-61)でも発売された。このアルバムの特典として、LP、カセット、CD予約先着50万名にポスターが付いた。
本作は井上陽水、EPO、角松敏生、神保彰ら作曲陣を迎え、各収録曲でミュージシャン・チームを変えてレコーディングが行われた。このアルバムのプロデュースは、前スタジオ・アルバム『POSSIBILITY』に続き島田雄三が担当した。アルバムのレコーディングは、アオイスタジオ、チェリーアイランドスタジオ、一口坂スタジオ、Sound Inn Studio、Sedic Studio、Freedom Studioで行われた。
本作収録曲は音楽番組でも披露され、1986年1月15日放送のフジテレビ系音楽番組『夜のヒットスタジオDELUXE』で、8曲目の「恋人のいる時間」をテレビ披露した。この他、「DREAMING」と「予感」がNHK総合テレビの音楽番組『ヤングスタジオ101』にて、「BABYLON」はTBS系『だぅもありがと!』にて披露された。
本作収録の3曲目である「予感」が、1985年12月21日リリースのミニ・アルバム『MY BEST THANKS』にて再録(リマスタリング・リミックス)された。1986年2月25日発売のオリジナル・カラオケ（9）にはフェイド・アウトが少し長いヴァージョンが収録されている。また同曲は、1995年12月に発売のベスト・アルバム『true album akina 95 best』でも新録された。
LPでは、曲終りから次曲開始前までの間が無く、連続して次の曲が始まる仕様となっている。
本作リリース後の1985年7月6日からは、本作を引っ提げた中森の全国コンサート・ツアー『BITTER & SWEET』が開催された。

## シングル
「飾りじゃないのよ涙は」が、本作からのリード・シングルとして1984年11月14日に発売された。本作では、この楽曲はニュー・リミックス・ヴァージョンとして収められ、1曲目に配置された。この楽曲は1985年のオリコン年間シングルチャートでトップテン入りを果たした。
1985年5月1日には、本作5曲目の「BABYLON」が、12インチシングル「赤い鳥逃げた」のB面としてヴァージョンを変え収録された。

## 批評
『Hotwax presents 歌謡曲 名曲名盤ガイド 1980's』の馬飼野元宏は本作の作家陣について「従来と異なるのは、フュージョン系、サウンド重視のミュージシャンを多く起用している点。」と指摘している。作品については、「強固なサウンドに負けない明菜の伸びやかなヴォーカルも聴き所。」と批評している。
森脇美貴夫は「シングルヒットした『飾りじゃないのよ涙は』は悪くないが、これまでの彼女の歌の中でとび抜けていいってわけじゃないし、他の歌もそれほどよくない。どうでもいいっていうか、平凡な歌のオン・パレード。ちょっと面白いと思ったのは『BABYLON』で、ラップをやってる彼女は可愛い迫力があって好き。『DREAMING』のようにボサノバっぽいアダルト・ムードの歌はまだどこか無理しているというか不自然で好きになれない。アイドルのアルバムだって言ってしまえばそれまでだが、あれこれ色んなタイプの歌を歌い過ぎて、まるでトータル性がなく聴きづらい。それは前々から言われてることだから…」などと評している。

## チャート成績
本作は、オリコン週間LPチャートの1985年4月15日付で初登場し最高順位1位を記録後、翌週の1985年4月22日付も1位を記録し、通算で2週連続となる1位を獲得した。同チャートには、計20週に渡ってランクインしている。本作のカセット盤（規格品番: LKF-8093）もオリコン週間カセットチャートで最高順位1位を記録し、同チャートには計24週に渡ってランクインしている。1985年のオリコン年間アルバムチャートでは9位を記録した。

## 収録曲
| #  | タイトル                                                   | 作詞     | 作曲       | 編曲     | 時間 |
| -- | ---------------------------------------------------------- | -------- | ---------- | -------- | ---- |
| 1. | 「飾りじゃないのよ涙は」(ニュー・リミックス・ヴァージョン) | 井上陽水 | 井上陽水   | 萩田光雄 | 4:31 |
| 2. | 「ロマンティックな夜だわ」                                 | EPO      | EPO        | 清水信之 | 3:40 |
| 3. | 「予感」                                                   | 飛鳥涼   | 飛鳥涼     | 椎名和夫 | 4:03 |
| 4. | 「月夜のヴィーナス」                                       | 松井五郎 | 松岡直也   | 松岡直也 | 3:35 |
| 5. | 「BABYLON」                                                | SANDII   | 久保田麻琴 | 井上鑑   | 4:38 |

| #         | タイトル           | 作詞       | 作曲       | 編曲                                         | 時間  |
| --------- | ------------------ | ---------- | ---------- | -------------------------------------------- | ----- |
| 6.        | 「UNSTEADY LOVE」  | 角松敏生   | 角松敏生   | 角松敏生                                     | 4:31  |
| 7.        | 「DREAMING」       | 斉藤ノブ   | 与詞古     | AKAGUY                                       | 4:32  |
| 8.        | 「恋人のいる時間」 | SHOW       | 神保彰     | 井上鑑                                       | 3:54  |
| 9.        | 「SO LONG」        | 角松敏生   | 角松敏生   | 角松敏生、瀬尾一三（ストリングス・アレンジ） | 4:59  |
| 10.       | 「APRIL STARS」    | 吉田美奈子 | 吉田美奈子 | 椎名和夫                                     | 5:02  |
| 合計時間: | 合計時間:          | 合計時間:  | 合計時間:  | 合計時間:                                    | 43:25 |

| #   | タイトル                                              | 作詞     | 作曲     | 編曲     | 時間 |
| --- | ----------------------------------------------------- | -------- | -------- | -------- | ---- |
| 11. | 「飾りじゃないのよ涙は(シングル・ヴァージョン)」      | 井上陽水 | 井上陽水 | 萩田光雄 | 4:10 |
| 12. | 「ムーンライト・レター」(「飾りじゃないのよ涙は」B面) | 松井五郎 | 井上陽水 | 萩田光雄 | 4:26 |

## クレジット
『BITTER AND SWEET』のライナー・ノーツより
参加ミュージシャン
| - 矢島真紀子：キーボード (M-1) - 富樫春生：シンセサイザー (M-1) - 長岡道夫：ベース (M-1、7) - 滝本季延：ドラムス (M-1) - 矢島賢：ギター (M-1) - 芳野藤丸：ギター (M-1) - 浜口茂外也：L.パーカッション (M-1、3、8、10) - 数原晋：トランペット (M-1-2、10) - 小林正弘：トランペット (M-1) - 新井英治：トロンボーン (M-1) - ジェイク：サックス (M-1) - イブ：コーラス (M-1) - 清水信之：キーボード (M-2) - 村上秀一：ドラムス (M-2) - 今剛：ギター (M-2、6、9) - 中村哲：サックス (M-2) - 伊集加代子：コーラス (M-2) - 鈴木宏子：コーラス (M-2) - 和田夏代子：コーラス (M-2) - 松田真人：キーボード (M-3、10) | - 奥慶一：キーボード (M-3、10) - 岡沢章：ベース (M-3、10) - 青山純：ドラムス (M-3、10) - 椎名和夫：ギター (M-3、10)、コーラス (M-10) - 松岡直也：キーボード (M-4) - 津垣博通：キーボード (M-4) - 広瀬徳志：ドラムス (M-4) - 和田アキラ：ギター (M-4) - 友田啓明グループ：ストリングス (M-4) - 吉田憲司：トランペット (M-4) - 岸義和：トランペット (M-4) - 林研一郎：トランペット (M-4) - 西山健治：トロンボーン (M-4) - 中沢忠孝：トロンボーン (M-4) - 花坂義孝：トロンボーン (M-4) - 井上鑑：キーボード (M-5、8) - 渡辺守朗：ベース (M-5、8) - 山木秀夫：ドラムス (M-5) - 松原正樹：ギター (M-5、7) - Sandii：コーラス (M-5) | - 林有三：キーボード (M-6、9) - 友成好宏：キーボード (M-6、9) - 青木智仁：ベース (M-6、9) - 江口信夫：ドラムス (M-6、9) - 角松敏生：ギター (M-6) - 国分友里恵：コーラス (M-6、9) - 山際祥子：コーラス (M-6、9) - 遠藤栄子：コーラス (M-6、9) - 新川博：キーボード (M-7) - 島村英二：ドラムス (M-7) - 斉藤ノブ：L.パーカッション (M-7) - 神保彰：ドラムス (M-8) - 土方隆行：ギター (M-8-9) - 土岐英史：サックス (M-8) - 加藤グループ：ストリングス (M-9) - 包国充：サックス (M-9) - 金山功：パーカッション (M-10) - 山川恵津子：コーラス (M-10) - 鳴海寛：コーラス (M-10) |

スタッフ
| - プロデューサー：島田雄三 - ディレクター：藤倉克己 - エンジニア：石崎信郎 - アシスタント・エンジニア：HIROYUKI SATOH - アルバム・プロダクション・アドバイザー：角松敏生 | - 録音：アオイスタジオ、チェリーアイランドスタジオ、一口坂スタジオ、Sound Inn Studio、Sedic Studio、Freedom Studio - Mixed & Mastered at：ワーナー・パイオニア・スタジオ、Sedic Studio - アート・ディレクション：持田恭男 - 撮影：篠山紀信 | - スタイリスト：東野邦子 - ヘア&メイク・アップ：矢の澄生 - プロモーション・スタッフ：畠山政行、田中良明 - クリエィティブ・サービス：太田晶子 - プロダクション・コーディネーター：北村篤識 - マネジメント：研音（茅根浩康、名幸房則、柳沢秀昭） |

## リリース履歴
| 発売日        | レーベル                       | 規格                   | 品番          | 備考                                                |
| ------------- | ------------------------------ | ---------------------- | ------------- | --------------------------------------------------- |
| 1985年4月3日  | ワーナー・パイオニア           | LP                     | L-12593       |                                                     |
| 1985年4月3日  | ワーナー・パイオニア           | CT                     | LKF-8093      |                                                     |
| 1985年4月25日 | ワーナー・パイオニア           | CD                     | 32XL-61       |                                                     |
| 1991年7月17日 | ワーナー・パイオニア           | CD                     | WPCL-417      | 廉価盤、紙帯                                        |
| 1996年4月25日 | ワーナー・パイオニア           | CD                     | WPC6-8188     | 音泉1500シリーズ、Q盤                               |
| 2006年6月21日 | ワーナー・パイオニア           | CD                     | WPCL-10283    | 紙ジャケット仕様完全生産限定盤                      |
| 2006年7月5日  | ワーナー・パイオニア           | デジタル・ダウンロード | N/A           | [ 2 ]                                               |
| 2012年8月22日 | ワーナー・パイオニア           | SACD/CDハイブリッド    | WPCL-11141    | 紙ジャケット仕様完全生産限定盤                      |
| 2014年1月29日 | ワーナー・パイオニア           | CD                     | WPCL-11728    | 廉価盤、赤帯                                        |
| 2018年7月18日 | ワーナー・パイオニア           | LP                     | WPJL-10090    | 高音質180g重量盤                                    |
| 2023年2月22日 | ワーナーミュージック・ジャパン | CD                     | WPCL-13449/50 | オリジナル・カラオケ付 2023ラッカーマスターサウンド |

## セルフカバー
本作の1曲目として収録された「飾りじゃないのよ涙は」は、楽曲提供した井上陽水によってセルフカバーされている。また、本作の3曲目として収録された「予感」も、楽曲提供した飛鳥涼（現ASKA）がセルフカバーしており、飛鳥が1988年8月にリリースしたソロ・アルバム『SCENE』にこのセルフカバーが収録されている。更に、本作6曲目に収録の「UNSTEADY LOVE」も、楽曲提供した角松敏生によりセルフカバーされ、角松が2000年1月にリリースしたセルフカバー・アルバム『The gentle sex』に、この楽曲のセルフカバーが収録された。

## 参照